# 14e étape du Tour de France 2000
Pour un article plus général, voir Tour de France 2000.
La 14e étape du Tour de France 2000 a eu lieu le 15 juillet 2000 entre Draguignan et Briançon sur une distance de 249,5 km. Elle a été remportée par le Colombien Santiago (Kelme-Costa Blanca) devant les Italiens Paolo Savoldelli (Saeco-Valli & Valli) et Marco Pantani (Mercatone Uno).

## Classement de l'étape
| \| Classement de l'étape \| Classement de l'étape \| Classement de l'étape \| Classement de l'étape \| Classement de l'étape \| \| Coureur \| Coureur \| Pays \| Équipe \| Temps \| \| --------------------- \| --------------------- \| --------------------- \| --------------------- \| --------------------- \| \| 1er \| Santiago Botero \| Colombie \| Kelme-Costa Blanca \| 7 h 56 min 13 s \| \| 2e \| Paolo Savoldelli \| Italie \| Saeco-Valli & Valli \| + 2 min 30 s \| \| 3e \| Marco Pantani \| Italie \| Mercatone Uno-Albacom \| + 2 min 46 s \| \| 4e \| Fernando Escartín \| Espagne \| Kelme-Costa Blanca \| + 2 min 49 s \| \| 5e \| Richard Virenque \| France \| Polti \| + 2 min 49 s \| \| 6e \| Christophe Moreau \| France \| Festina \| + 2 min 49 s \| \| 7e \| Lance Armstrong \| États-Unis \| US Postal Service \| + 2 min 51 s \| \| 8e \| Roberto Heras \| Espagne \| Kelme-Costa Blanca \| + 2 min 51 s \| \| 9e \| Jan Ullrich \| Allemagne \| Deutsche Telekom \| + 2 min 51 s \| \| 10e \| Joseba Beloki \| Espagne \| Festina \| + 2 min 51 s \| |                   |            |                       |                 |
| |                   |            |                       |                 |
| |                   |            |                       |                 |
| Classement de l'étape |                   |            |                       |                 |
| Coureur | Coureur           | Pays       | Équipe                | Temps           |
| 1er | Santiago Botero   | Colombie   | Kelme-Costa Blanca    | 7 h 56 min 13 s |
| 2e | Paolo Savoldelli  | Italie     | Saeco-Valli & Valli   | + 2 min 30 s    |
| 3e | Marco Pantani     | Italie     | Mercatone Uno-Albacom | + 2 min 46 s    |
| 4e | Fernando Escartín | Espagne    | Kelme-Costa Blanca    | + 2 min 49 s    |
| 5e | Richard Virenque  | France     | Polti                 | + 2 min 49 s    |
| 6e | Christophe Moreau | France     | Festina               | + 2 min 49 s    |
| 7e | Lance Armstrong   | États-Unis | US Postal Service     | + 2 min 51 s    |
| 8e | Roberto Heras     | Espagne    | Kelme-Costa Blanca    | + 2 min 51 s    |
| 9e | Jan Ullrich       | Allemagne  | Deutsche Telekom      | + 2 min 51 s    |
| 10e | Joseba Beloki     | Espagne    | Festina               | + 2 min 51 s    |

## Classement général
| \| Classement général \| Classement général \| Classement général \| Classement général \| Classement général \| \| Coureur \| Coureur \| Pays \| Équipe \| Temps \| \| ------------------ \| ------------------ \| ------------------ \| --------------------- \| ------------------ \| \| 1er \| Lance Armstrong \| États-Unis \| US Postal Service \| 61 h 02 min 33 s \| \| 2e \| Jan Ullrich \| Allemagne \| Deutsche Telekom \| + 4 min 55 s \| \| 3e \| Joseba Beloki \| Espagne \| Festina \| + 5 min 52 s \| \| 4e \| Christophe Moreau \| France \| Festina \| + 6 min 51 s \| \| 5e \| Richard Virenque \| France \| Polti \| + 8 min 26 s \| \| 6e \| Roberto Heras \| Espagne \| Kelme-Costa Blanca \| + 8 min 33 s \| \| 7e \| Manuel Beltrán \| Espagne \| Mapei-Quick Step \| + 9 min 33 s \| \| 8e \| Santiago Botero \| Colombie \| Kelme-Costa Blanca \| + 10 min 00 s \| \| 9e \| Marco Pantani \| Italie \| Mercatone Uno-Albacom \| + 10 min 13 s \| \| 10e \| Francisco Mancebo \| Espagne \| Banesto \| + 10 min 13 s \| |                   |            |                       |                  |
| |                   |            |                       |                  |
| |                   |            |                       |                  |
| Classement général |                   |            |                       |                  |
| Coureur | Coureur           | Pays       | Équipe                | Temps            |
| 1er | Lance Armstrong   | États-Unis | US Postal Service     | 61 h 02 min 33 s |
| 2e | Jan Ullrich       | Allemagne  | Deutsche Telekom      | + 4 min 55 s     |
| 3e | Joseba Beloki     | Espagne    | Festina               | + 5 min 52 s     |
| 4e | Christophe Moreau | France     | Festina               | + 6 min 51 s     |
| 5e | Richard Virenque  | France     | Polti                 | + 8 min 26 s     |
| 6e | Roberto Heras     | Espagne    | Kelme-Costa Blanca    | + 8 min 33 s     |
| 7e | Manuel Beltrán    | Espagne    | Mapei-Quick Step      | + 9 min 33 s     |
| 8e | Santiago Botero   | Colombie   | Kelme-Costa Blanca    | + 10 min 00 s    |
| 9e | Marco Pantani     | Italie     | Mercatone Uno-Albacom | + 10 min 13 s    |
| 10e | Francisco Mancebo | Espagne    | Banesto               | + 10 min 13 s    |

## Classements annexes
| Classement par points | Classement par points | Classement par points | Classement par points   | Classement par points |
| Coureur               | Coureur               | Pays                  | Équipe                  | Points                |
| --------------------- | --------------------- | --------------------- | ----------------------- | --------------------- |
| 1er                   | Erik Zabel            | Allemagne             | Deutsche Telekom        | 214 pts               |
| 2e                    | Romāns Vainšteins     | Lettonie              | Vini Caldirola-Sidermec | 110 pts               |
| 3e                    | Erik Dekker           | Pays-Bas              | Rabobank                | 105 pts               |
| 4e                    | Robbie McEwen         | Australie             | Farm Frites             | 94 pts                |
| 5e                    | Emmanuel Magnien      | France                | La Française des jeux   | 92 pts                |

| Classement par points | Classement par points | Classement par points | Classement par points   | Classement par points |
| Coureur               | Coureur               | Pays                  | Équipe                  | Points                |
| --------------------- | --------------------- | --------------------- | ----------------------- | --------------------- |
| 1er                   | Erik Zabel            | Allemagne             | Deutsche Telekom        | 214 pts               |
| 2e                    | Romāns Vainšteins     | Lettonie              | Vini Caldirola-Sidermec | 110 pts               |
| 3e                    | Erik Dekker           | Pays-Bas              | Rabobank                | 105 pts               |
| 4e                    | Robbie McEwen         | Australie             | Farm Frites             | 94 pts                |
| 5e                    | Emmanuel Magnien      | France                | La Française des jeux   | 92 pts                |

| Classement de la montagne | Classement de la montagne | Classement de la montagne | Classement de la montagne       | Classement de la montagne |
| Coureur                   | Coureur                   | Pays                      | Équipe                          | Points                    |
| ------------------------- | ------------------------- | ------------------------- | ------------------------------- | ------------------------- |
| 1er                       | Santiago Botero           | Colombie                  | Kelme-Costa Blanca              | 227 pts                   |
| 2e                        | Javier Otxoa              | Espagne                   | Kelme-Costa Blanca              | 188 pts                   |
| 3e                        | Nico Mattan               | Belgique                  | Cofidis-Le Crédit par Téléphone | 158 pts                   |
| 4e                        | Richard Virenque          | France                    | Polti                           | 136 pts                   |
| 5e                        | Lance Armstrong           | États-Unis                | US Postal Service               | 92 pts                    |

| Classement de la montagne | Classement de la montagne | Classement de la montagne | Classement de la montagne       | Classement de la montagne |
| Coureur                   | Coureur                   | Pays                      | Équipe                          | Points                    |
| ------------------------- | ------------------------- | ------------------------- | ------------------------------- | ------------------------- |
| 1er                       | Santiago Botero           | Colombie                  | Kelme-Costa Blanca              | 227 pts                   |
| 2e                        | Javier Otxoa              | Espagne                   | Kelme-Costa Blanca              | 188 pts                   |
| 3e                        | Nico Mattan               | Belgique                  | Cofidis-Le Crédit par Téléphone | 158 pts                   |
| 4e                        | Richard Virenque          | France                    | Polti                           | 136 pts                   |
| 5e                        | Lance Armstrong           | États-Unis                | US Postal Service               | 92 pts                    |

| Classement du meilleur jeune | Classement du meilleur jeune | Classement du meilleur jeune | Classement du meilleur jeune    | Classement du meilleur jeune |
| Coureur                      | Coureur                      | Pays                         | Équipe                          | Temps                        |
| ---------------------------- | ---------------------------- | ---------------------------- | ------------------------------- | ---------------------------- |
| 1er                          | Francisco Mancebo            | Espagne                      | Banesto                         | 61 h 12 min 50 s             |
| 2e                           | Guido Trentin                | Italie                       | Vini Caldirola-Sidermec         | + 10 min 58 s                |
| 3e                           | Grischa Niermann             | Allemagne                    | Rabobank                        | + 16 min 57 s                |
| 4e                           | David Cañada                 | Espagne                      | ONCE-Deutsche Bank              | + 35 min 12 s                |
| 5e                           | David Millar                 | Royaume-Uni                  | Cofidis-Le Crédit par Téléphone | + 53 min 04 s                |

| Classement du meilleur jeune | Classement du meilleur jeune | Classement du meilleur jeune | Classement du meilleur jeune    | Classement du meilleur jeune |
| Coureur                      | Coureur                      | Pays                         | Équipe                          | Temps                        |
| ---------------------------- | ---------------------------- | ---------------------------- | ------------------------------- | ---------------------------- |
| 1er                          | Francisco Mancebo            | Espagne                      | Banesto                         | 61 h 12 min 50 s             |
| 2e                           | Guido Trentin                | Italie                       | Vini Caldirola-Sidermec         | + 10 min 58 s                |
| 3e                           | Grischa Niermann             | Allemagne                    | Rabobank                        | + 16 min 57 s                |
| 4e                           | David Cañada                 | Espagne                      | ONCE-Deutsche Bank              | + 35 min 12 s                |
| 5e                           | David Millar                 | Royaume-Uni                  | Cofidis-Le Crédit par Téléphone | + 53 min 04 s                |

| Classement par équipes | Classement par équipes | Classement par équipes | Classement par équipes |
| Équipe                 | Équipe                 | Pays                   | Temps                  |
| ---------------------- | ---------------------- | ---------------------- | ---------------------- |
| 1re                    | Banesto                | Espagne                | 183 h 18 min 09 s      |
| 2e                     | Kelme-Costa Blanca     | Espagne                | + 6 min 37 s           |
| 3e                     | Festina                | France                 | + 12 min 30 s          |
| 4e                     | Rabobank               | Pays-Bas               | + 13 min 08 s          |
| 5e                     | Deutsche Telekom       | Allemagne              | + 17 min 02 s          |

| Classement par équipes | Classement par équipes | Classement par équipes | Classement par équipes |
| Équipe                 | Équipe                 | Pays                   | Temps                  |
| ---------------------- | ---------------------- | ---------------------- | ---------------------- |
| 1re                    | Banesto                | Espagne                | 183 h 18 min 09 s      |
| 2e                     | Kelme-Costa Blanca     | Espagne                | + 6 min 37 s           |
| 3e                     | Festina                | France                 | + 12 min 30 s          |
| 4e                     | Rabobank               | Pays-Bas               | + 13 min 08 s          |
| 5e                     | Deutsche Telekom       | Allemagne              | + 17 min 02 s          |